# 潮風公園みなとオアシスゆう

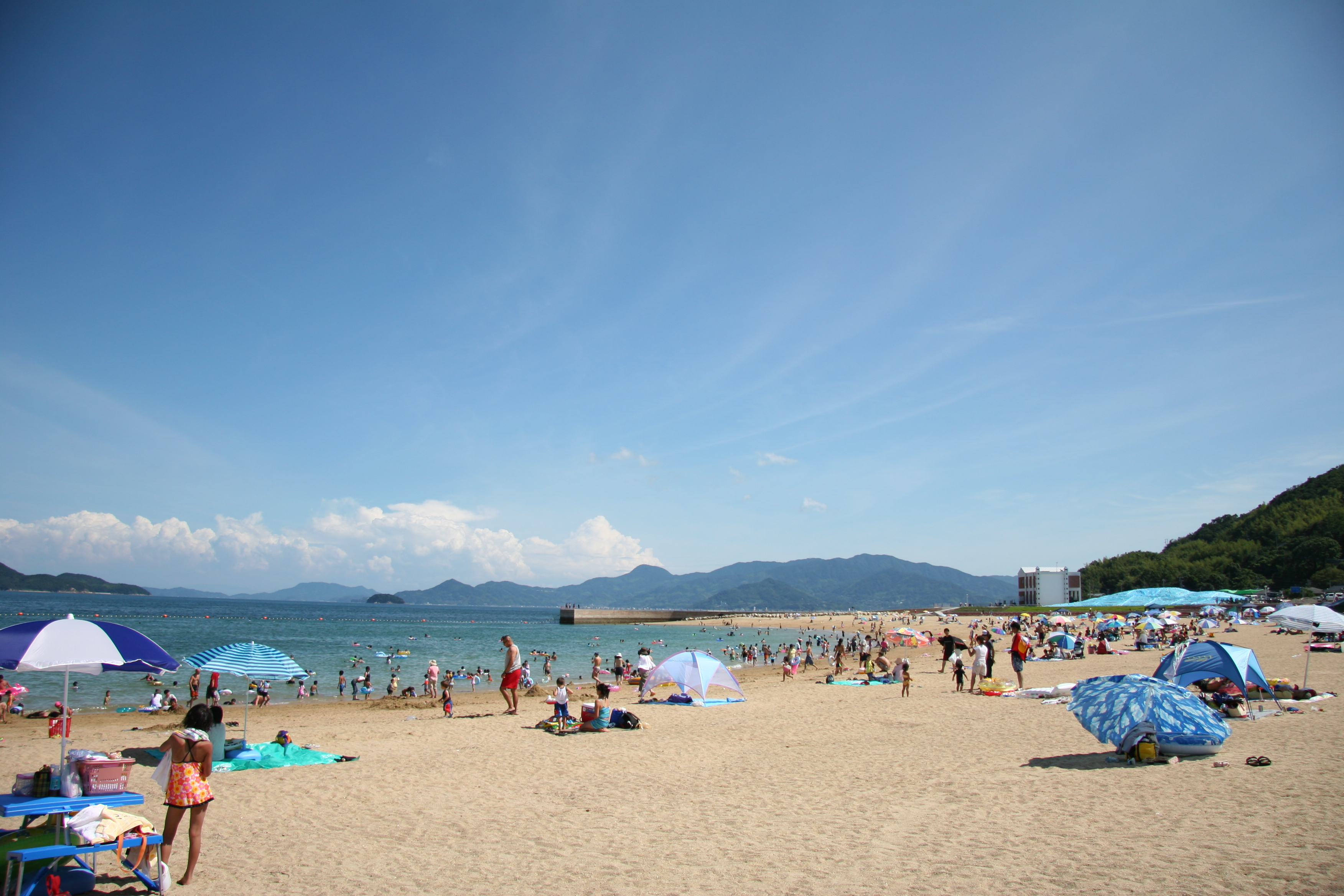
潮風ビーチ（2005.8.7撮影）

潮風公園みなとオアシスゆう（しおかぜこうえんみなとオアシスゆう）は、山口県岩国市由宇町8500-6にある海水浴場などを有するみなとオアシス指定の公園。
約450mの砂浜（潮風ビーチ）、約1200mの遊歩道（潮風ロード）、ミクロ生物館や体験学習室、物産販売コーナーなどのある交流館などがある。

## 沿革
- 2005年7月15日にオープン。

## 命名
- 「潮風公園」は113通の一般公募の中から決定した。

## アクセス
- 西日本旅客鉄道 山陽本線由宇駅から潮風公園行きバスでおよそ3分。
- 山陽自動車道 玖珂ICより約40分